# Murat (Cantal)
Murat is een gemeente in het Franse departement Cantal (regio Auvergne-Rhône-Alpes). De gemeente telde 1.770 inwoners op 1 januari 2022. De plaats maakt deel uit van het arrondissement Saint-Flour.

## Geschiedenis
Rond 1050 werd de benedictijner priorij van Bredons gesticht. Op kerkelijk gebied bleef Murat afhankelijk van deze priorij tot de Franse Revolutie. Op wereldlijk gebied werd de stad bestuurd door burggraven. Zij hadden een kasteel op een rots boven de stad. Al in de 12e eeuw kreeg Murat een stadsmuur. Deze werd vernieuwd in 1375 en opnieuw in 1480. In 1263 verleende Pierre IV van Murat privilegies aan de stad, waaronder het recht om drie consuls aan te duiden voor het bestuur van de stad. Murat was gelegen op een kruispunt van wegen en werd een marktplaats waar graan, vee en kaas werden verhandeld.
Vanaf 1531 viel de stad onder het kroondomein. In 1633-1634 werd het kasteel van Murat afgebroken op bevel van de Franse koning. De 17e eeuw was een bloeitijd voor de stad met haar veemarkt en talrijke ambachten. Na de Franse Revolutie werd Murat een onderprefectuur, maar dit statuut verloor het in de 20e eeuw. De industriële revolutie ging grotendeels aan de stad voorbbij, ondanks de opening van een treinstation in 1866.
Op 12 juni 1944 doodden in Murat verzetslui Duitse SS'ers en Franse collaborateurs in een hinderlaag. Als represaille werden op 24 juni 103 mannelijke inwoners opgepakt en gedeporteerd naar Duitse concentratiekampen. 75 mannen uit Murat overleefden dit niet.
In 2017 fuseerde de gemeente Chastel-sur-Murat met Murat.

## Geografie
De oppervlakte van Murat bedroeg op 1 januari 2022 20,26 vierkante kilometer; de bevolkingsdichtheid was toen 87,4 inwoners per km².
De gemeente ligt in de vallei van de Alagnon in de oostelijke uitlopers van de Monts du Cantal.
De onderstaande kaart toont de ligging van Murat met de belangrijkste infrastructuur en aangrenzende gemeenten.

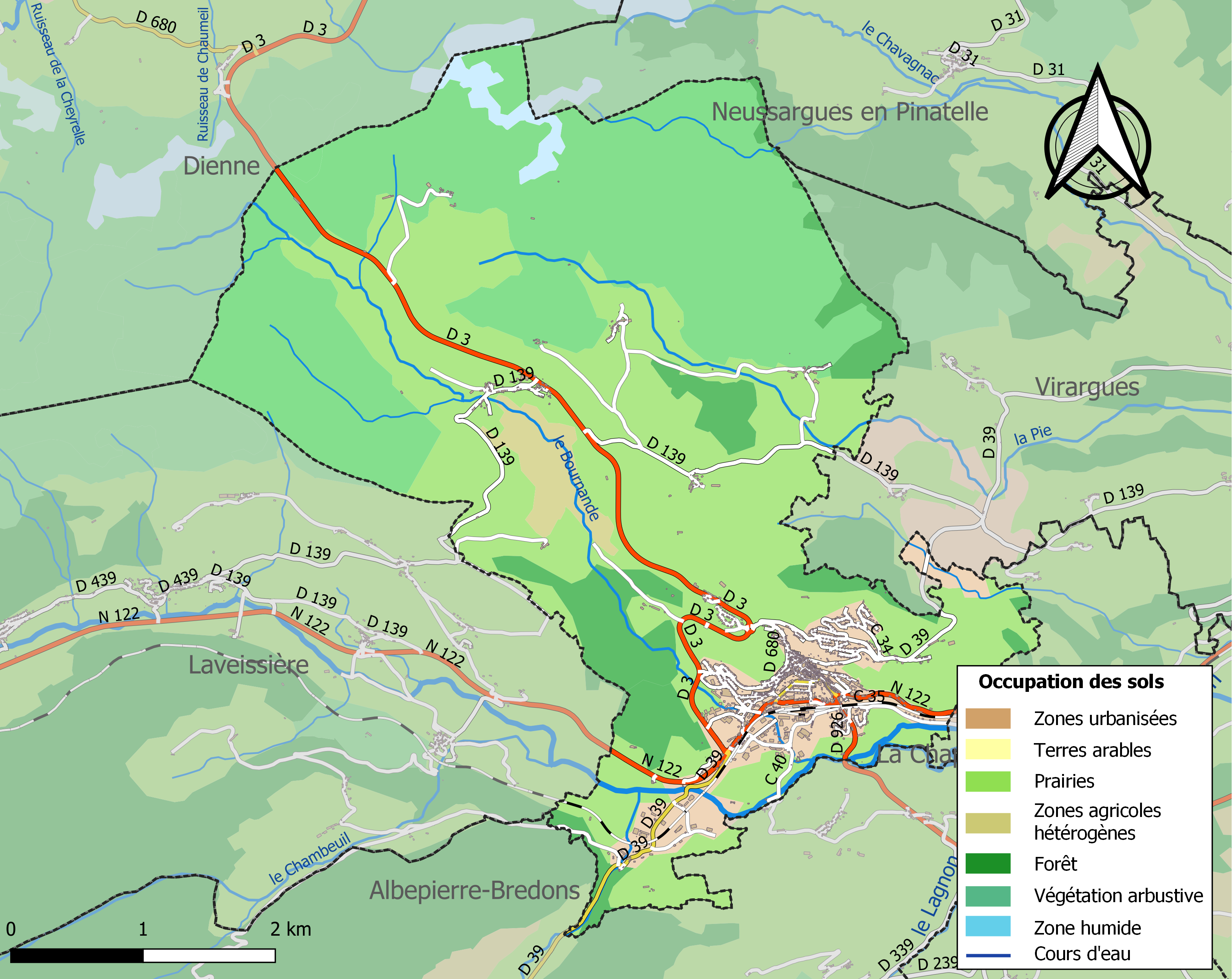

## Demografie
Onderstaande figuur toont het verloop van het inwonertal (bron: INSEE-tellingen).

Vanwege een beveiligingsprobleem met de MediaWiki Graph-software is het momenteel niet mogelijk deze grafiek weer te geven. Zodra de software is bijgewerkt zal de grafiek vanzelf weer zichtbaar worden.

## Bezienswaardigheden en toerisme
De gemeente ligt deels in het Parc Naturel Régional des Volcans d’Auvergne. De wandelroute GR400 loopt door de gemeente.
De oude gebouwen zijn opgetrokken in basalt en trachiet, en fonoliet voor de dakbedekking. Deze gesteenten werden lokaal gedolven. Bezienswaardigheden zijn:
- Kerk Notre-Dame-des-Oliviers. Met de bouw van deze voormalige kapittelkerk werd begonnen in 1380. In 1493 brandde de kerk af na een blikseminslag en werd grotendeels herbouwd. In 1842 kreeg de toren een klokvormige torenspits.
- Markthal (1891, gerestaureerd in 1988)
- Voormalig gerechtsgebouw en voor de Franse Revolutie dominicanessenklooster (1771-1780)
- Maison Consulaire (15e eeuw)
- Maison Teillard (15e of 16e eeuw)
- Maison Hurgon (16e eeuw)

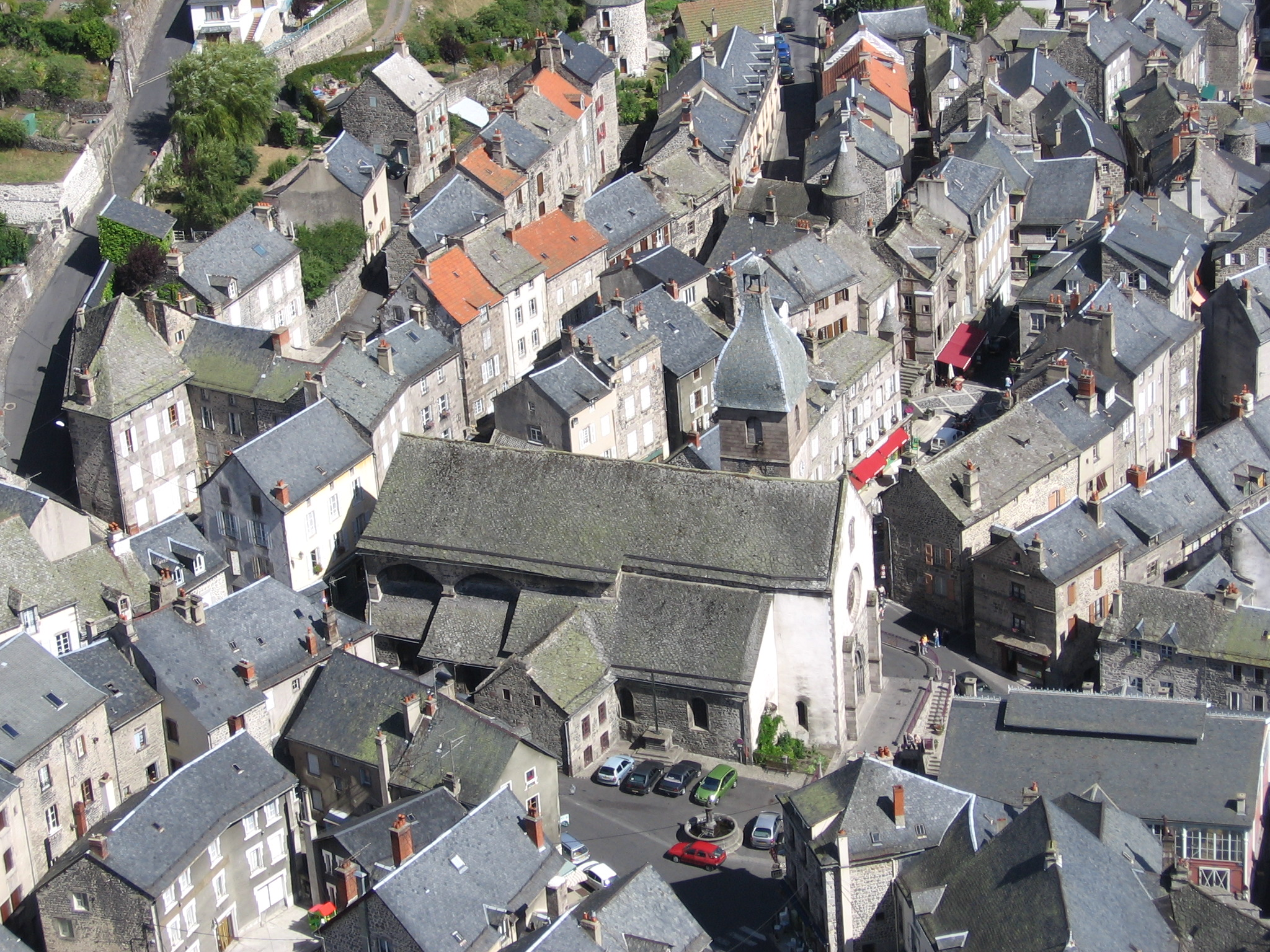
Kerk Notre-Dame-des-Oliviers
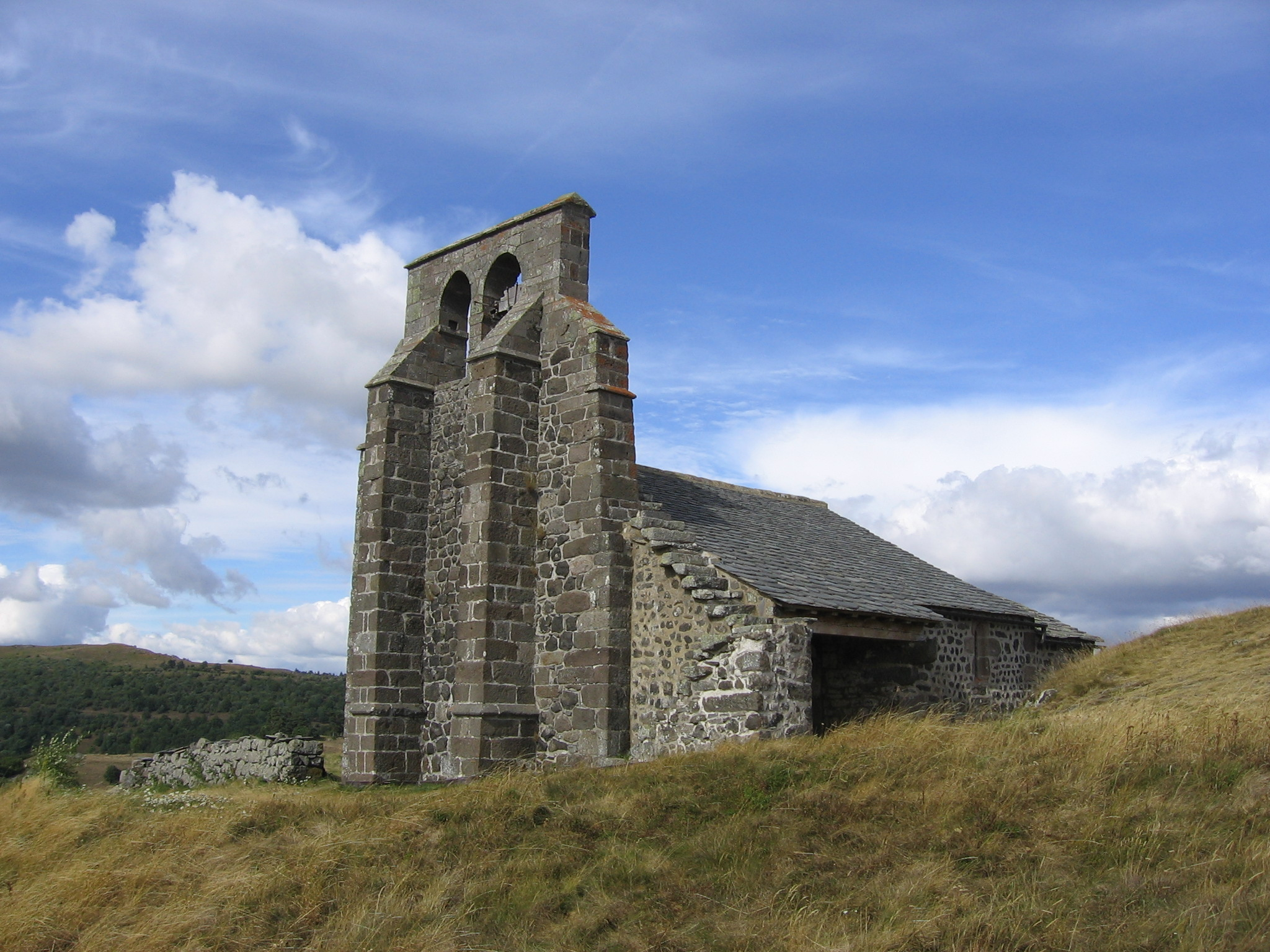
De kapel van Saint Antoine op de rots boven Murat
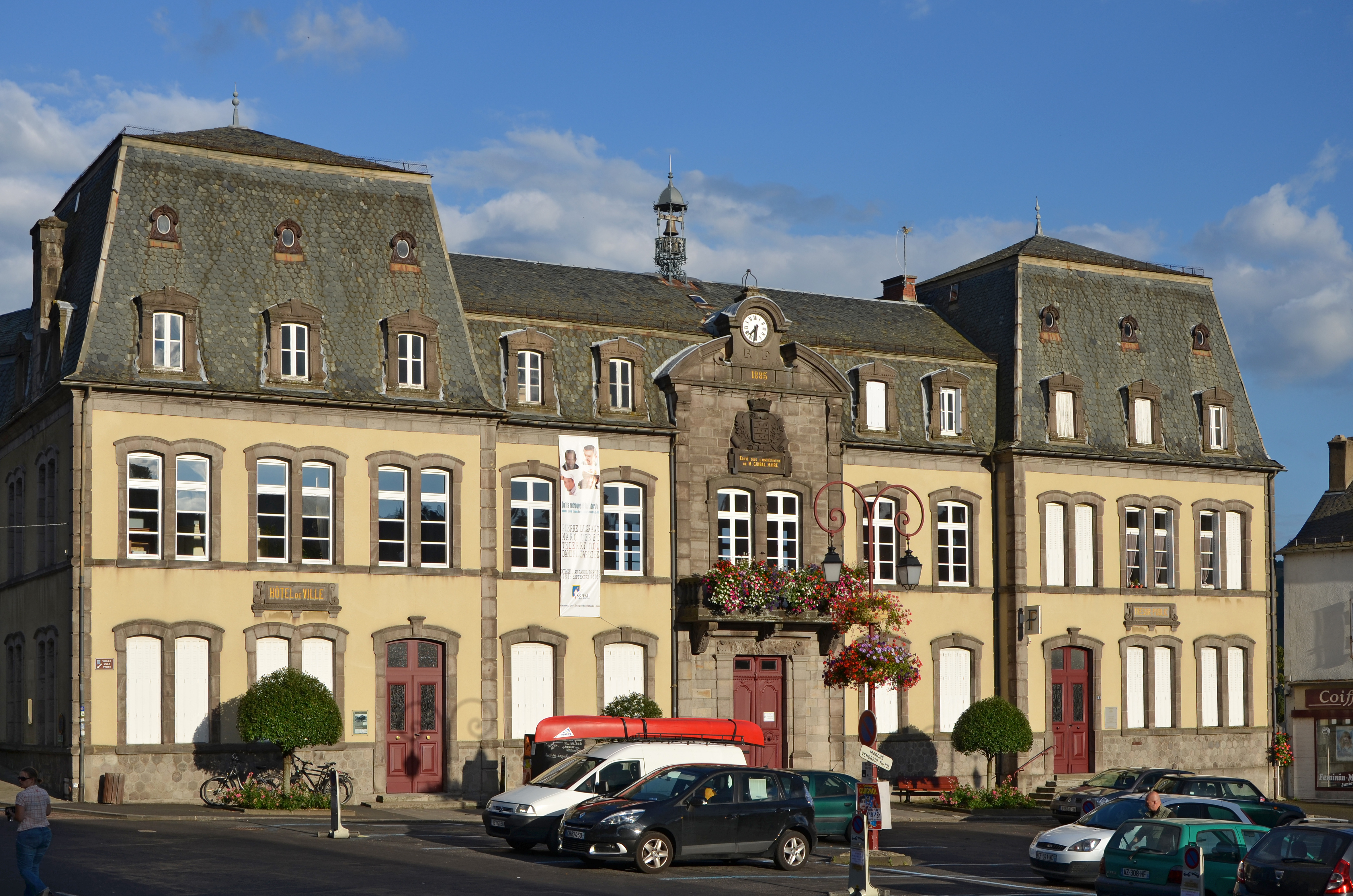
Gemeentehuis
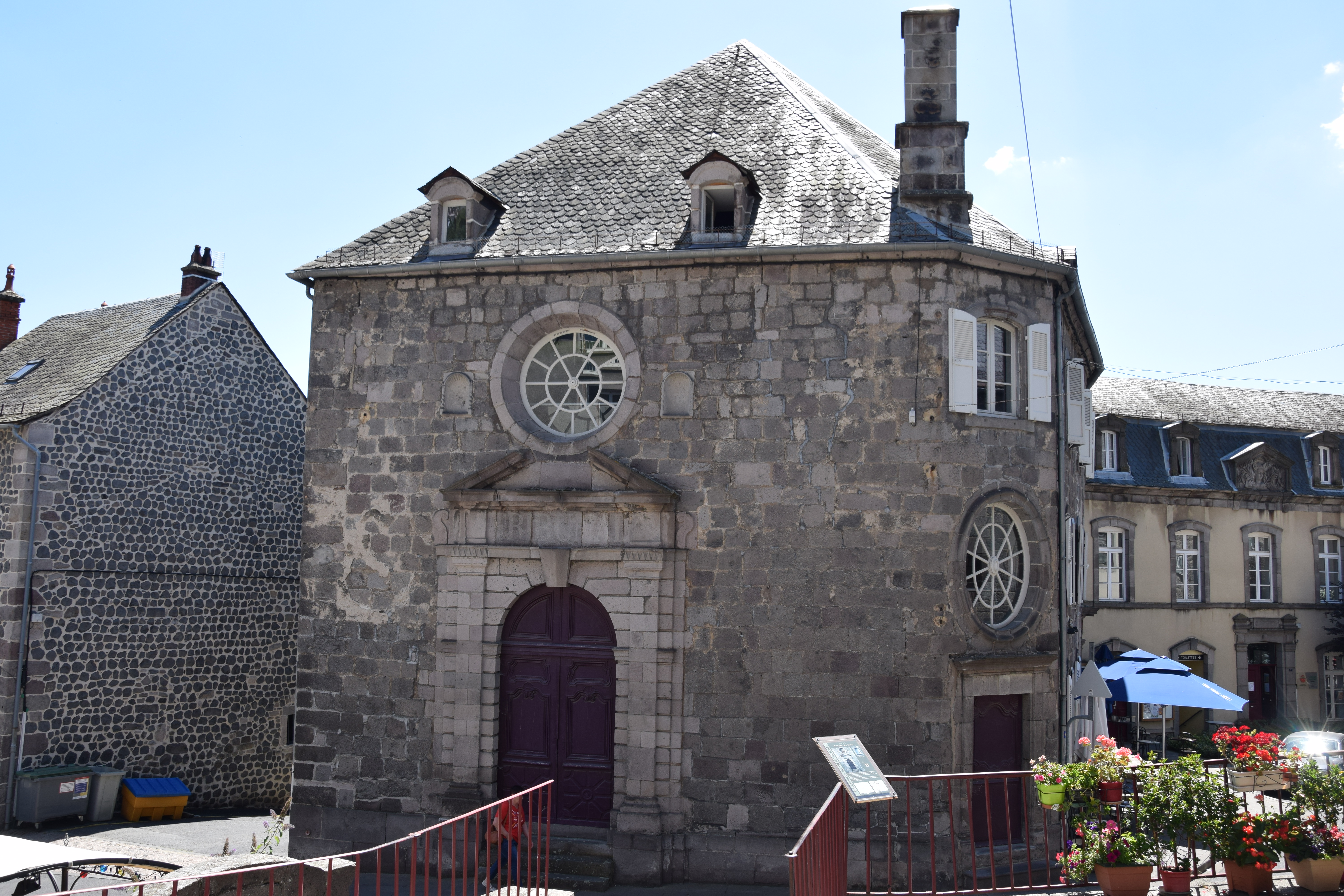
Voormalig gerechtsgebouw
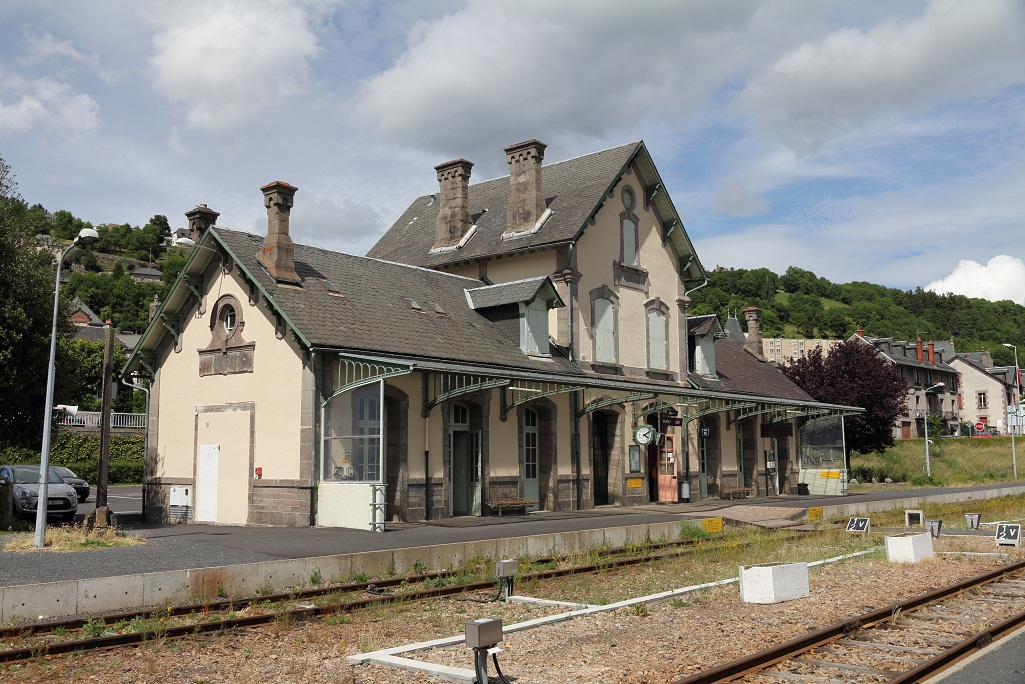
Station